# Nannotrigona dutrae
Nannotrigona dutrae là một loài Hymenoptera trong họ Apidae. Loài này được Friese mô tả khoa học năm 1901.